# Rhizocarpon santessonii
Rhizocarpon santessonii är en lavart som beskrevs av Einar Timdal. 
Rhizocarpon santessonii ingår i släktet Rhizocarpon och familjen Rhizocarpaceae. Arten är reproducerande i Sverige.